# 北雪平
北雪平（瑞典語：[ˈnɔ̂rːˌɕøːpɪŋ] ⓘ），又译为诺尔雪平，是位于瑞典南部約塔蘭北部、东约特兰的一座城市。2006年初统计人口约为12万，是瑞典的十大城市之一。有“瑞典的曼彻斯特”之称。

## 概况
北雪平市位于东约特兰省省会林雪平东北约30多公里，穆塔拉河汇入布罗湾（Bråviken）的入海口处，东临波罗的海。由于所处地区水力资源丰富，因此北雪平也是瑞典最早发展工业的城市之一，并且以纺织业闻名于北欧。

## 历史
12世纪时，就已经开始有人在穆塔拉河口附近拓居并形成居民点，本市的圣奧拉夫教堂就在此时由在此贸易的挪威人捐资兴建。一份签署于1384年的官方文件证实，北雪平在那年已经在瑞典拥有了城市的地位。此后，城市逐渐延穆塔拉河两岸扩展。
至16世纪后半期，北雪平数次被卷入战争，城市也因此受到破坏。北方七年战争（1563-1570）时期，本市南部完全毁于战争引起的大火。约20年后，才在瑞典国王约翰三世和东约特兰的约翰公爵（John, Hertig av Östergötland）主持下重建。
17世纪时，城市迎来了一段飞速发展的时期。1618年，一些生产武器的工场开始在北雪平设立，军事工业开始得以建立。港口也在此时得以发展。本市最著名的纺织业也是在这个时候开始发展的。北雪平此时最著名的人物恐怕要算路易斯·德·耶尔了，在他的主持下，北雪平建立起了武器制造、造纸、服装等多种工业的工场。北雪平的人口也因此增加，在17世纪中叶时，北雪平已经有人口约6000人，成为了当时瑞典的第二大城市。
但是在此后不久，北雪平再次罹难不幸。1655年，城市再次遭遇大火；而1719年大北方战争发生时期，城市更是遭遇灭顶之灾：俄军将北雪平全城付之一炬，最终全城仅剩一些石墙石块得以留存。

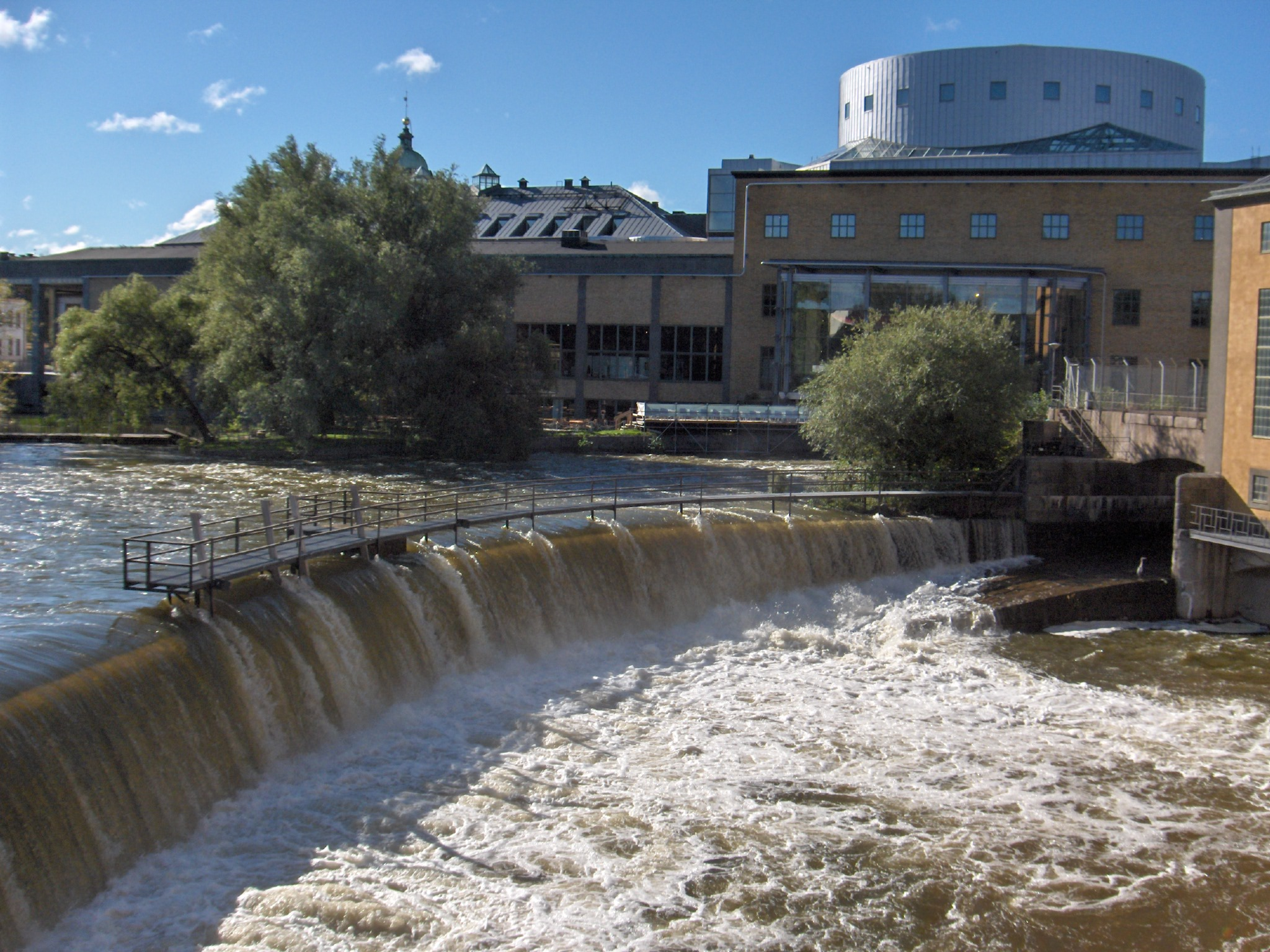
旧工场区一带的穆塔拉河

到了18世纪中期，城市再次得以重生。除了既有的纺织、武器制造、造纸等工业逐渐被恢复以外，制糖工厂和鼻烟工厂也开始在本市兴建。尤其重要的是，造船业对本市发展的重要作用，名为穆塔拉工场的船厂从17世纪开始迅速发展，至17世纪中期，仅该工场就已经拥有超过600名雇员，成为了瑞典最大的造船厂。这些工业企业的迅速发展帮助城市重新走向繁荣。同一时期，北雪平在政治上的地位也得到了提高，瑞典国王古斯塔夫四世1800年时的加冕典礼就是在本市的圣·乌尔夫教堂举行的。本市一些得以保留至今的老建筑有许多就是在这一时期开始兴建的。这种良好的发展势头一直延续到19世纪，穆塔拉河流域开始种植棉花。
到了20世纪五十年代时，北雪平的经济开始遭遇困难。一直持续发展的纺织业遭遇重大挫折，到了1970年时，本市纺织业行业的规模由20年前的54家企业，6600名员工下降到只有10家企业，1200名员工。同时，其他行业也受到挫折，同样在19世纪70年代，具有350余年历史的霍尔姆（Holmen）造纸厂被迫宣告倒闭，900多名员工因此失业。
到了2002年时，城市又开始迎来复苏，北雪平目前致力于发展文化教育事业，并且初步取得成功。北雪平还和其近邻林雪平一起组成了瑞典的第四大城市群。

## 文化

### 戏剧

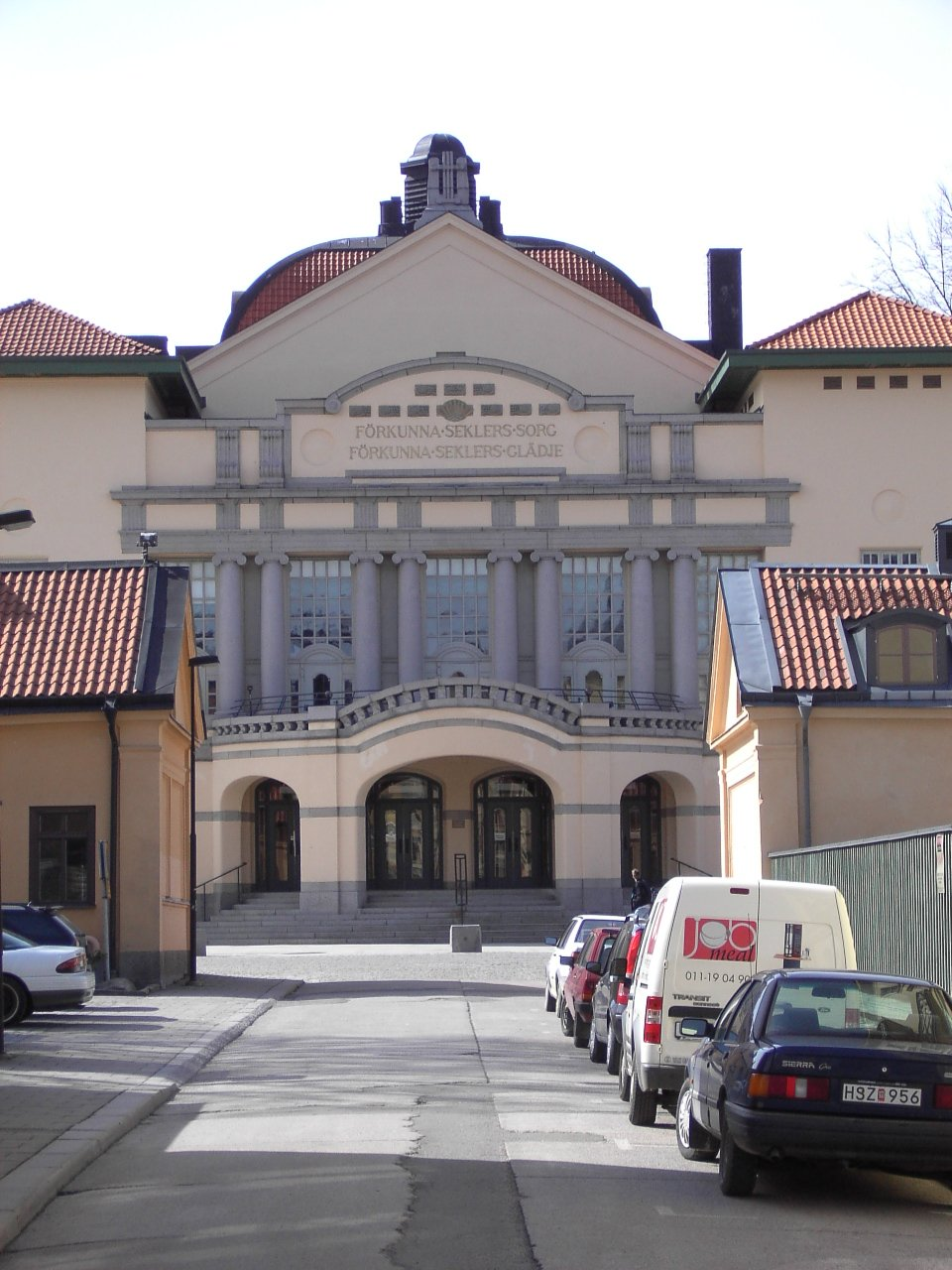
东约特剧社的主场舞台—大剧院（Stora teatern）

北雪平的第一家剧场是位于当时的饭店老板约翰·乌尔里希·埃吉（Johan Ulric Egge）家的花园里的简易剧场——埃吉剧场（Egges Teater）。该剧场约建于1776年左右，并且开始在里面上演莎士比亚的名剧罗密欧与朱丽叶。1791年时，又一座名为“达勒贝里剧场”（Dahlbergs Teater）在一间位于Gamla Rådstugugatan大街42号的旧烟草仓库的旧址上兴建。此后不断有剧场或剧院开始修建并上演剧目。其中尤其以始建于1850年的埃克隆德剧院（Eklunds Teater）最为著名。该剧院因改建于丹麦哥本哈根人古斯塔夫·阿道夫·埃克隆德(Gustav Adolf Eklund)在北雪平修建的一座旅馆而得名，并且从此被长期使用。到了18世纪末，易卜生（Henrik Ibsen）、比昂松（Bjørnstjerne Bjørnson）、斯特林堡等北欧著名戏剧家的戏剧经常在此上演。
1861年，北雪平劳动者协会（Norrköpings Arbetareförening，缩写为：Arbis）成立，不久后也开始推动当地戏剧发展。1866年，开始Arbis经常组织业余剧社进行演出。其中伊冬·瓦勒贝里（Gideon Wahlberg）尤为著名。在他为Arbis工作的17年间（1918-1935），完成了许多篇广为流传的名篇或歌曲。甚至有一出新年杂耍剧因广受欢迎而一直表演到了夏天。著名演员埃德温·阿道夫松（Edvin Adolphson）的职业生涯也是从Arbis组织的戏剧表演开始的。
1908年，由于埃克隆德剧院已经年久失修，因此它被改建成为现在的“北雪平大剧院”（Stora Teatern）。此后，这里不断上演各种戏剧。1947年，“北雪平-林雪平城市剧院”（Norrköpings-Linköpings Stadsteater）建成。

### 音乐

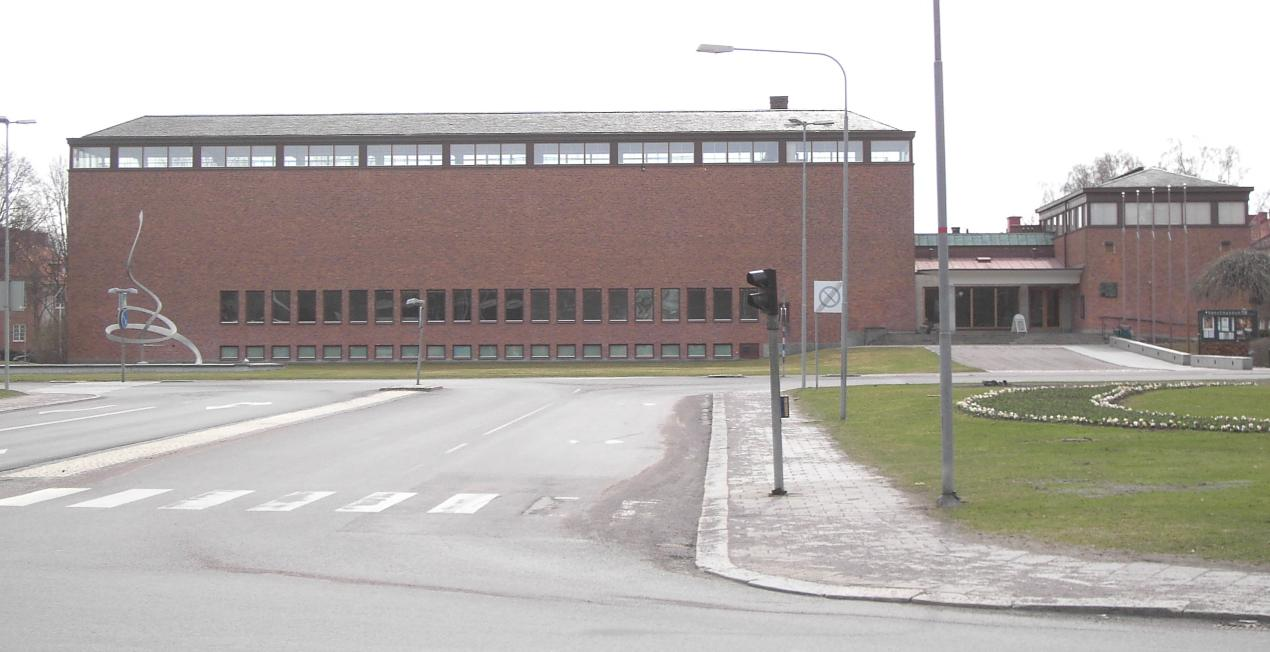
北雪平歌剧博物馆

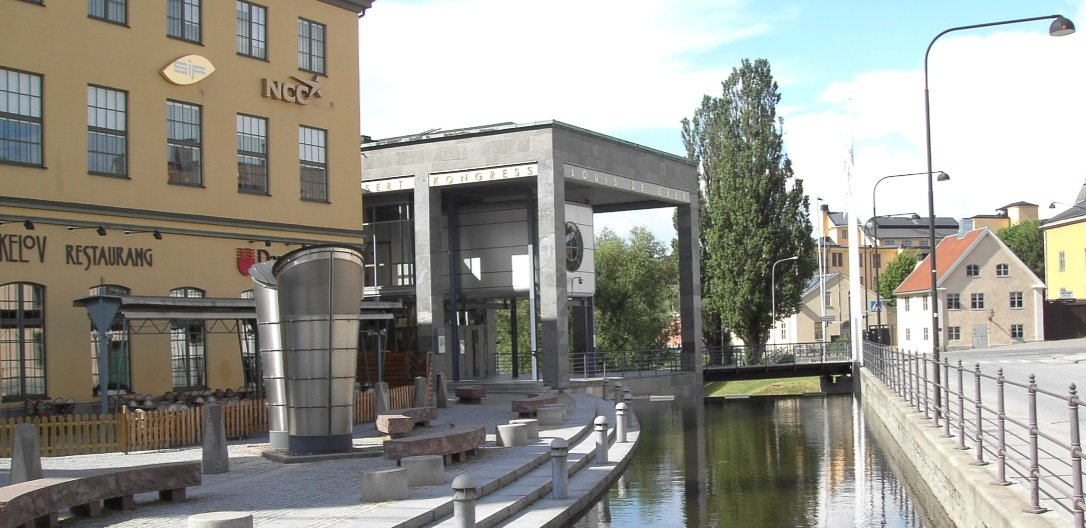
路易斯·德·伊尔歌剧院（Louis De Geer konserthus）正门

1912年，由一些业余音乐爱好者、军乐队等组合而成的管弦乐协会在北雪平成立。1913年，圣·约翰内斯教堂（S:t Johannes kyrka）被改建成音乐厅，其布道厅也因而更名为聆音堂（Hörsalen）。同年，协会也开始得到国家的资助。市民从此可以开始每周两次来这里欣赏音乐会，而每次只需支付25öre（0.25克朗）。管弦乐协会的首任指挥是伊瓦尔·海尔曼（Ivar Hellman），此后的继任者分别为：1929-1936年的托德·布连讷（Tord Brenner），1936-1952年的海茵茨·弗留德恩塔尔（Heinz Freudenthal），1954-1962年的艾沃列特·李（Everett Lee）以及至今在任的斯文-古纳尔·安德烈恩（Sven-Gunnar Andrén）。
管弦乐协会后来更名为如今的“北雪平交响乐团”多年来一直不断发展壮大，如今已经有了87名团员，因而原有的“聆音堂”已经显得狭小。于是上世纪末，乐团搬迁到了新建的位于穆塔拉河岸霍尔姆（Holmen）的造纸厂旧址上的路易斯·德·伊尔歌剧院（Louis De Geer konserthus）。

## 经济
纺织业一直是北雪平400年来最为重要的传统行业。但是已经在上个世纪呈现凋零的态势，现在仅剩一家企业还在从事该行业，这就是布洛斯·威夫维里有限公司（Borås Wäfveri AB）旗下的子公司——位于希梅尔斯塔隆德（Himmelstalund）的“浪涌纺织厂”（Strömmas fabrik）。
目前本市规模较大的行业有：造纸/包装业、运输业、电子行业、IT/传媒业以及零售业。许多世界知名跨国公司都在北雪平设有区域性分公司，并以此作为其商品配送基地，其中最为著名的有：惠而浦（Whirlpool）/飞利浦（Philips）、固特异（Good Year）以及博世（Bosch）等公司。
林雪平大学由于其在本市设立北雪平校区的缘故，也成为了本市最为活跃的经济推动来源之一。在过去的几年中，已经有为数众多的本市中小企业与之建立了供货合作关系。

## 交通

### 公路
北雪平位于许多条重要公路的交汇点上。高速公路E4号“洲际干道”途径本市的西部和北部；而E22号洲际干道则始于本市，沿瑞典东部海岸一直向南，沿途经过卡尔马卡尔斯克鲁纳和马尔默等城市。“51号”、“55号”和“56号”国道（Riksväg）都是始自北雪平，向西北方向分别连接厄勒布鲁和卡塔琳娜霍尔姆（Katrineholm）等城市。途径本市最为主要的一条国道要属“209号国道”了。这条道路从本市出发，向南通往东约特兰省的度假胜地“阿尔雪松德（Arkösund）群岛”。

### 铁路

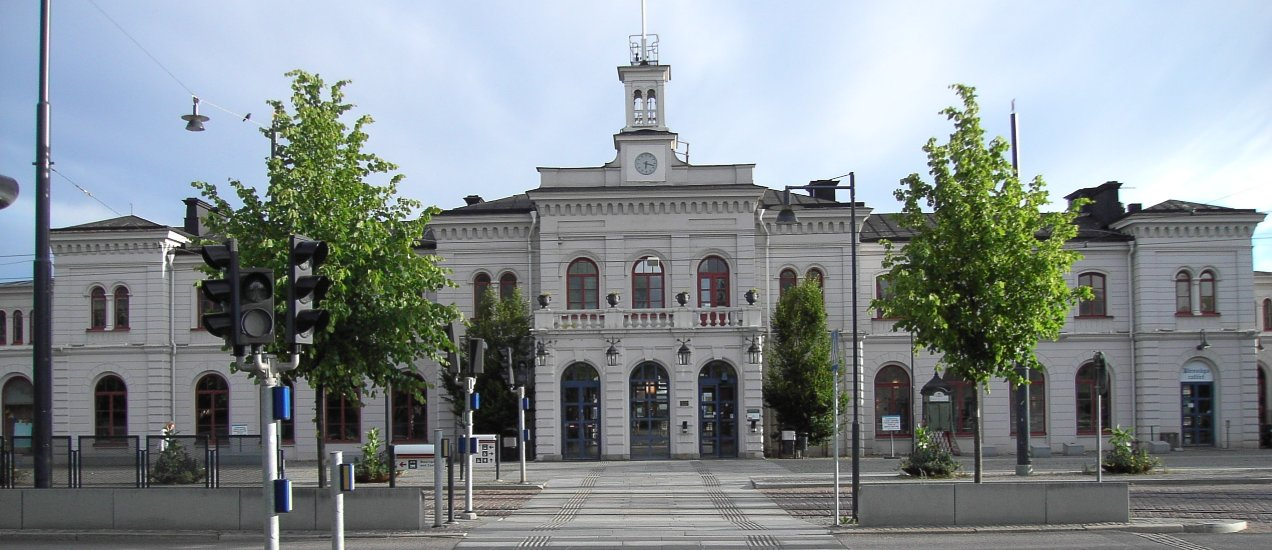
拥有意大利建筑风格塔楼的北雪平中央火车站

东瑞典干线（Östra stambanan）铁路的北雪平至卡塔琳娜霍尔姆路段，修建于1866年7月3日；该干线铁路在1872年10月16日又延伸到了林雪平。毫无疑问，这些铁路的修建极大地便利了瑞典国内的城际交通。在当时，乘火车从北雪平出行前往其他城市已经十分便利了。20世纪初，北雪平就已经建成了三座火车站：中心站、东站以及西站。1915年时，瑞典国家铁路公司（缩写及通称为：SJ）已经将运营线路向北延伸到了尼雪平和斯德哥尔摩附近的亚尔纳了。
现在，从北雪平乘坐“InterCity”到瑞典的首都斯德哥尔摩只要1小时45分钟（105分钟）；而乘坐“X2000”的话只需要72分钟。若要从本市前往瑞典最南端的大城市马尔默，乘火车只要刚好3个小时（180分钟）；若要继续前往丹麦首都哥本哈根的话，只需再多乘坐40分钟即可。现在大多数的旅客是乘坐“X2000”前往上述两个首都的。等到规划中的新铁路项目“东链”（Ostlänken）建成以后，前往斯德哥尔摩的车程将进一步缩短到45分钟。

### 航空
北雪平的“御原机场”（Kungsängens flygplats）始建于1934年，并于1936年开始投入民航运营。 本机场的第一班飞行是由荷兰皇家航空公司的飞机开始的；而此后该公司一直运营着北雪平飞往斯德哥尔摩、马尔默和哥本哈根的航线。20世纪40年代时，御原机场的跑道就已经因处于饱和状态而进行了部分扩建。到20世纪60年代，本机场的重要性愈加提升。但是到了前些年，机场的客流量锐减，因而面临窘境。因此，瑞典民航管理局（Luftfartsverket）打算将机场关闭或转让。籍此，北雪平市政府于2005年接管了机场，并决心继续与丹麦的希姆伯尔航空公司（Cimber Air）合作运营北雪平-哥本哈根航线，并使旅客人数明显回升。

### 航海
北雪平港是一个深水良港，可以停泊远洋船舶。本港是瑞典以吞吐货物价值计算最大的港口之一，每年平均约有1500艘船舶停靠本港。欧洲最大的涂鸦道路也坐落在北雪平港内。

### 引用
1. ↑  民政部地名研究所 (编). . . 北京: 中国社会出版社: 2012. 2017-05. ISBN 978-7-5087-5525-0. OCLC 1121629943. OL 28272719M. NLC 009152391.（简体中文）

### 文献
- 中国地图出版社，挪威、瑞典、芬兰地图（2004版）